# Wielkie Wyspy Sundajskie

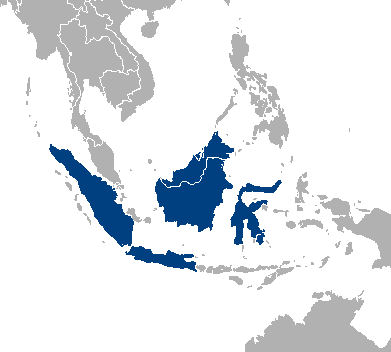
Wielkie Wyspy Sundajskie

Wielkie Wyspy Sundajskie – grupa wysp w Azji Południowo-Wschodniej, położonych w zachodniej części Archipelagu Malajskiego na Oceanie Spokojnym. Należą do niej cztery wielkie wyspy: Sumatra, Jawa, Borneo, Celebes i liczne mniejsze (m.in. Bangka, Belitung, Madura, Wyspy Sangihe).
Wyspy należą do Brunei, Indonezji i Malezji.